# 信江书院

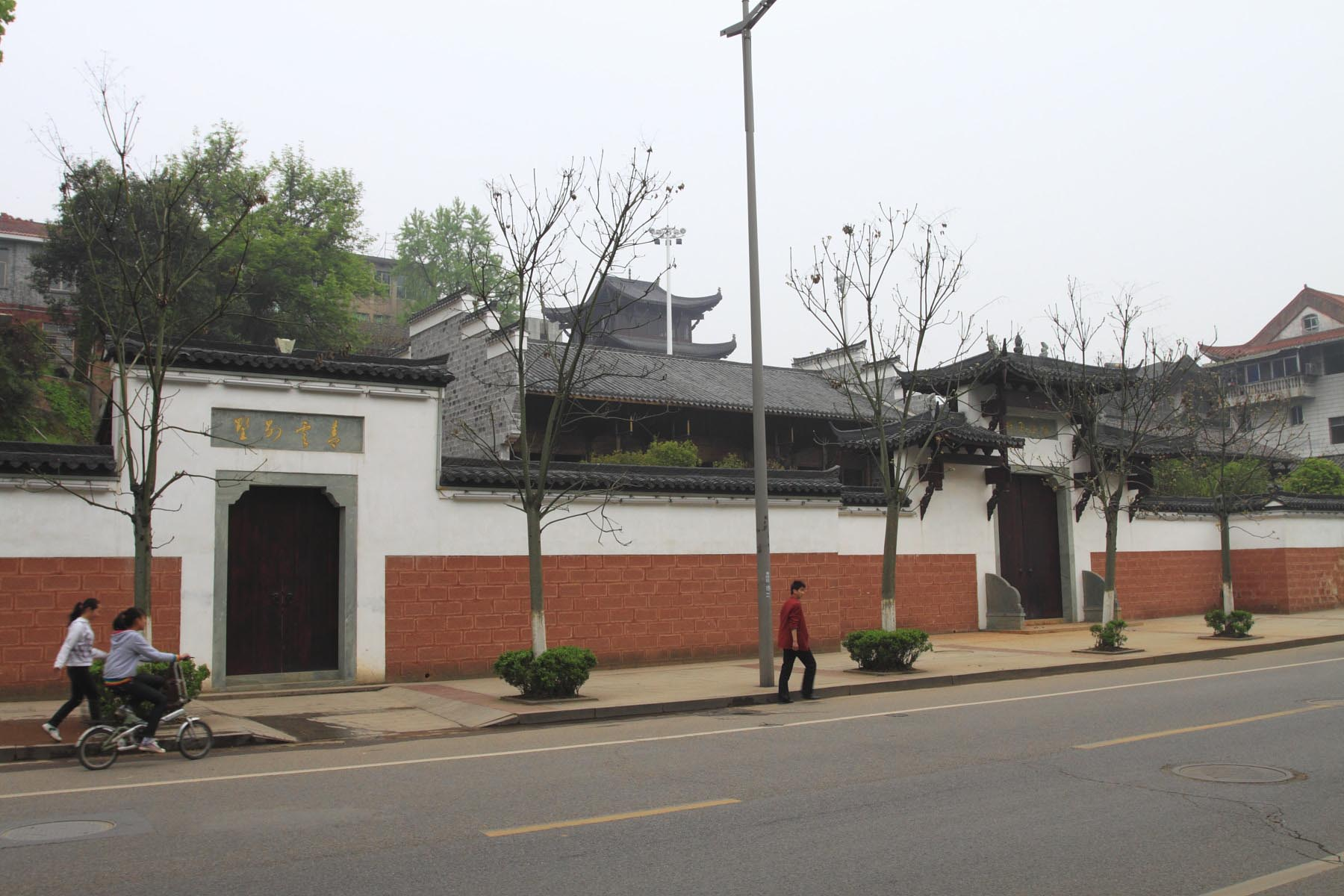
信江书院

信江书院位于中国江西省上饶市信州区信江南岸的相府路，江西四大古书院之一，总面积63623平方米，1983年被列为江西省文物保护单位。
清康熙三十六年（1697年）广信知府张国桢始建，原名"曲江书院"。康熙五十一年（1712年），知府周淳元修葺后改名为“钟灵讲院”。乾隆八年知府陈世增修葺后，为纪念朱熹，改名为"紫阳书院"， 乾隆四十六年（1781年），知府康其渊大规模的扩建后改名为“信江书院”。1902年改为广信中学堂，即现在的广信中学(上饶县中学)、上饶市第一中学的前身。
现存木结构建筑有书屋、精舍、讲堂、亭、台等十一处。2005年开工修缮，至2010年已完成了整个维修工程的80%。